# Suva Gora (Bosnie-Herzégovine)
Pour les articles homonymes, voir Suva Gora.
La Suva Gora (en serbe cyrillique : Сува Гора) est une montagne de l'est de la Bosnie-Herzégovine. Elle s'élève à une altitude de 1 123 m. Elle est située dans les Alpes dinariques.
Le mont Suva Gora fait partie du groupe du Stari Vlah, dans les montagnes de Stari Vlah et Raška-Sandžak.